# Jardin des Vestiges
De Jardin des Vestiges is een park in de Franse stad Marseille. Het park ligt direct achter het winkelcentrum Centre Bourse. In het park zijn restanten te zien van bouwwerken van de Griekse nederzetting Massalia uit de 6e eeuw v.Chr.

## Galerie

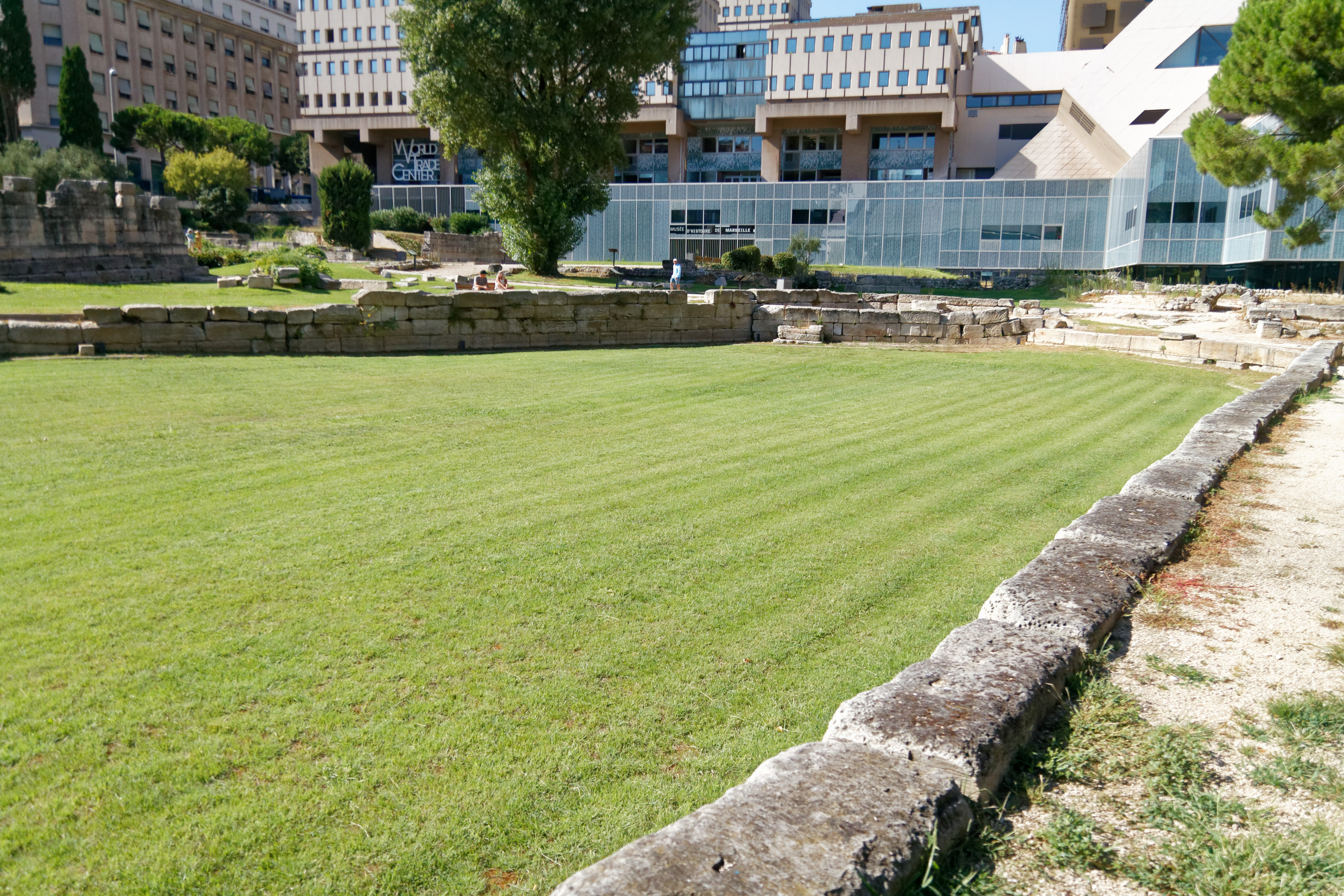
De oude haven
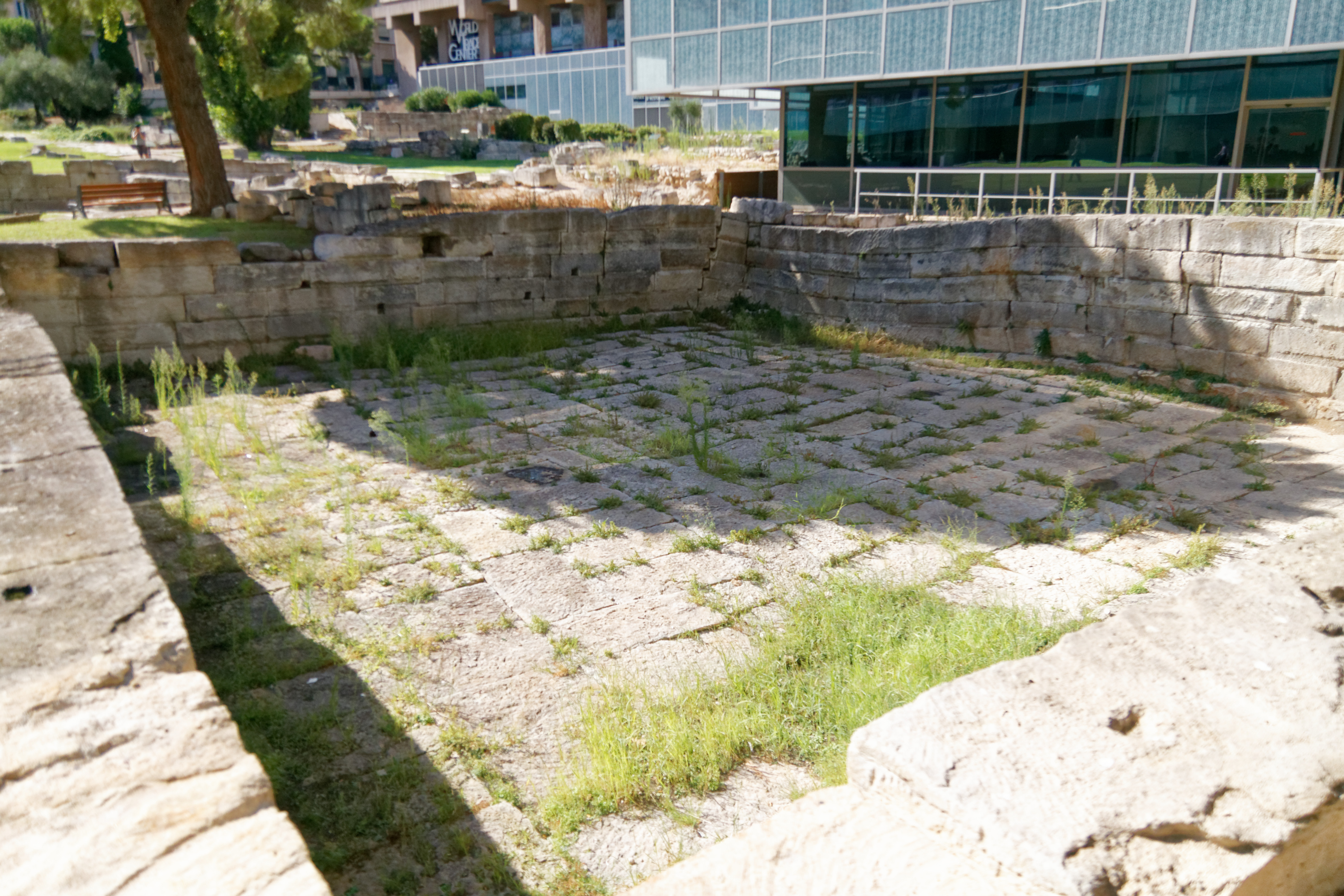
Zoetwaterbekken
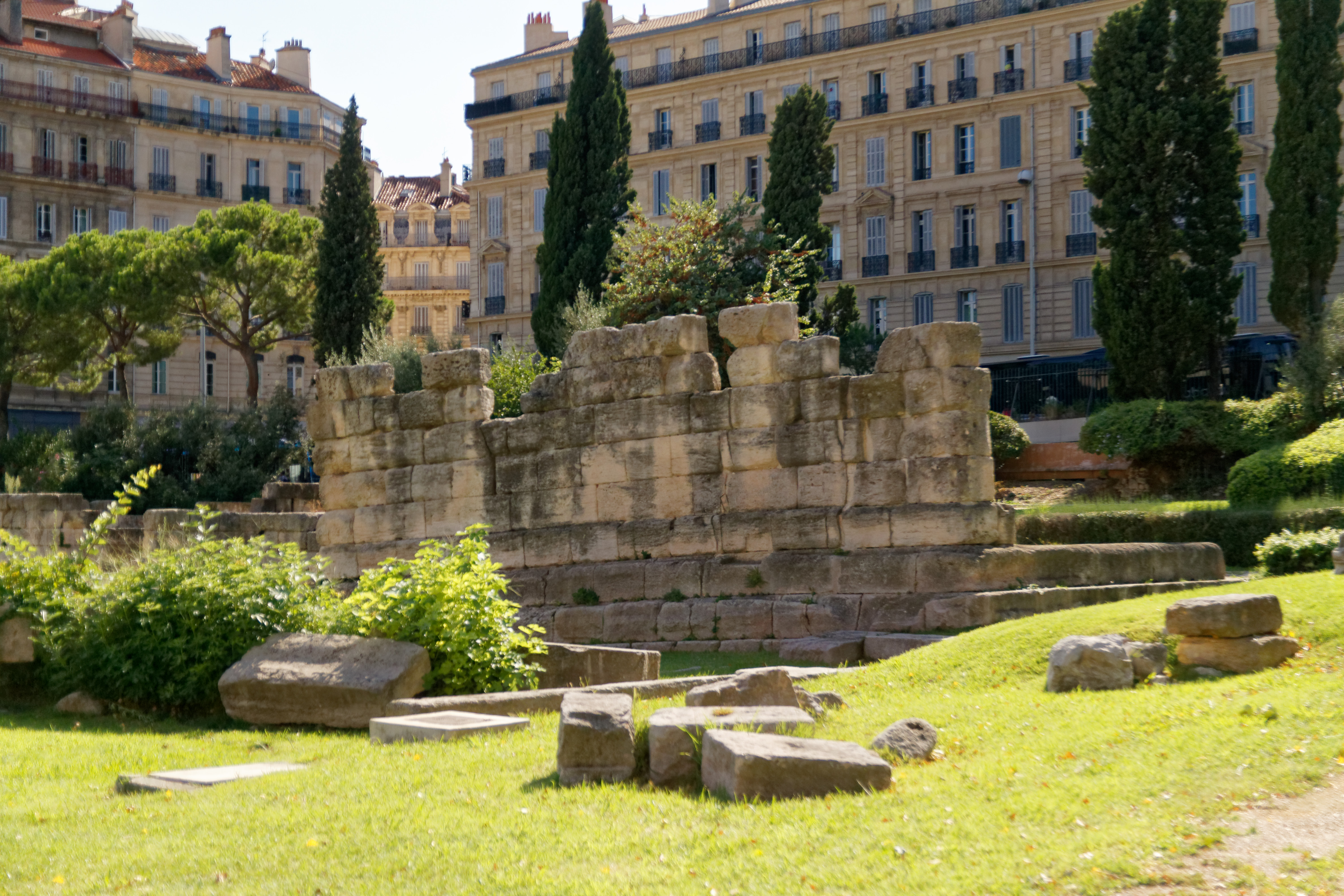
Ruïne van een toren
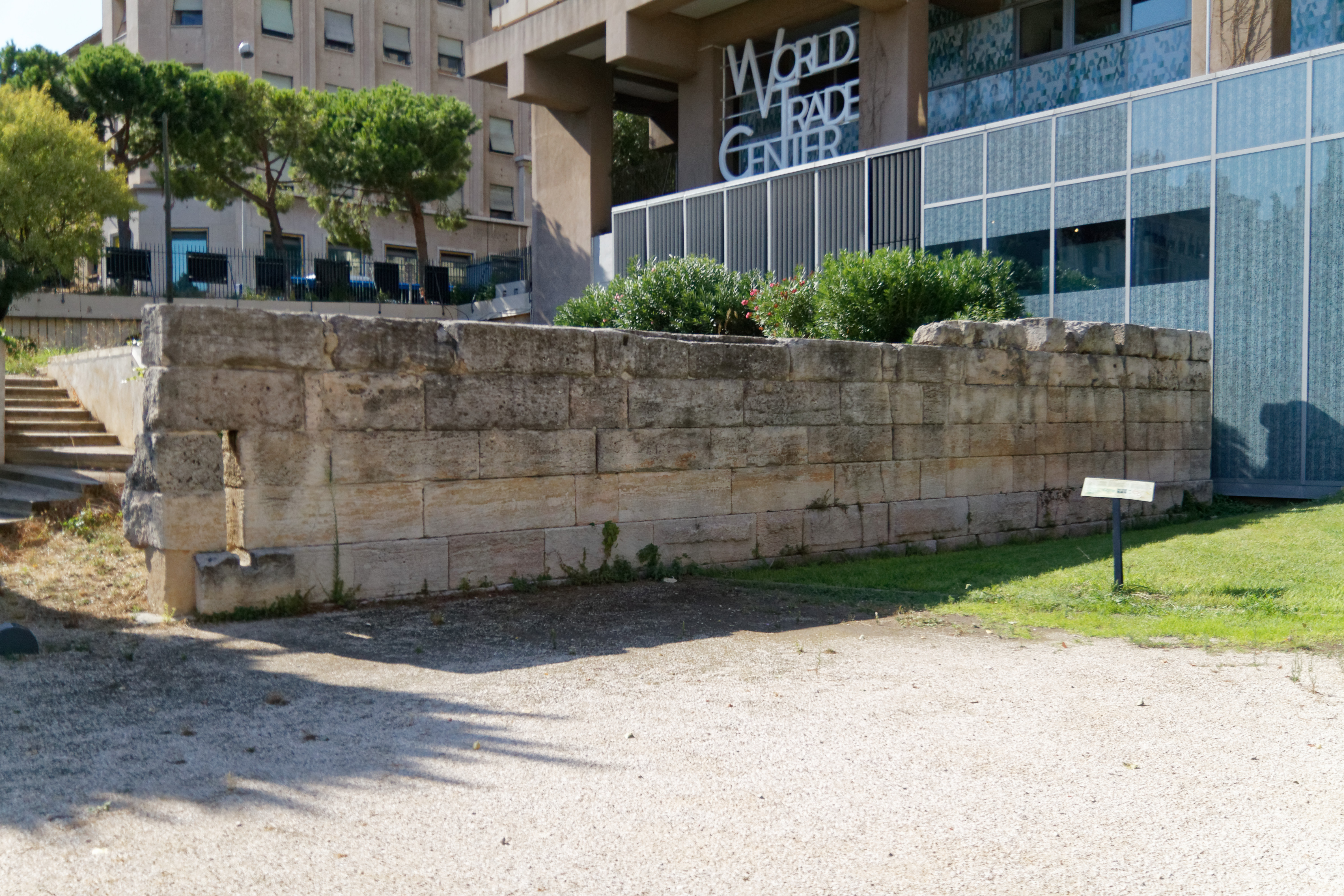
Antieke Muur
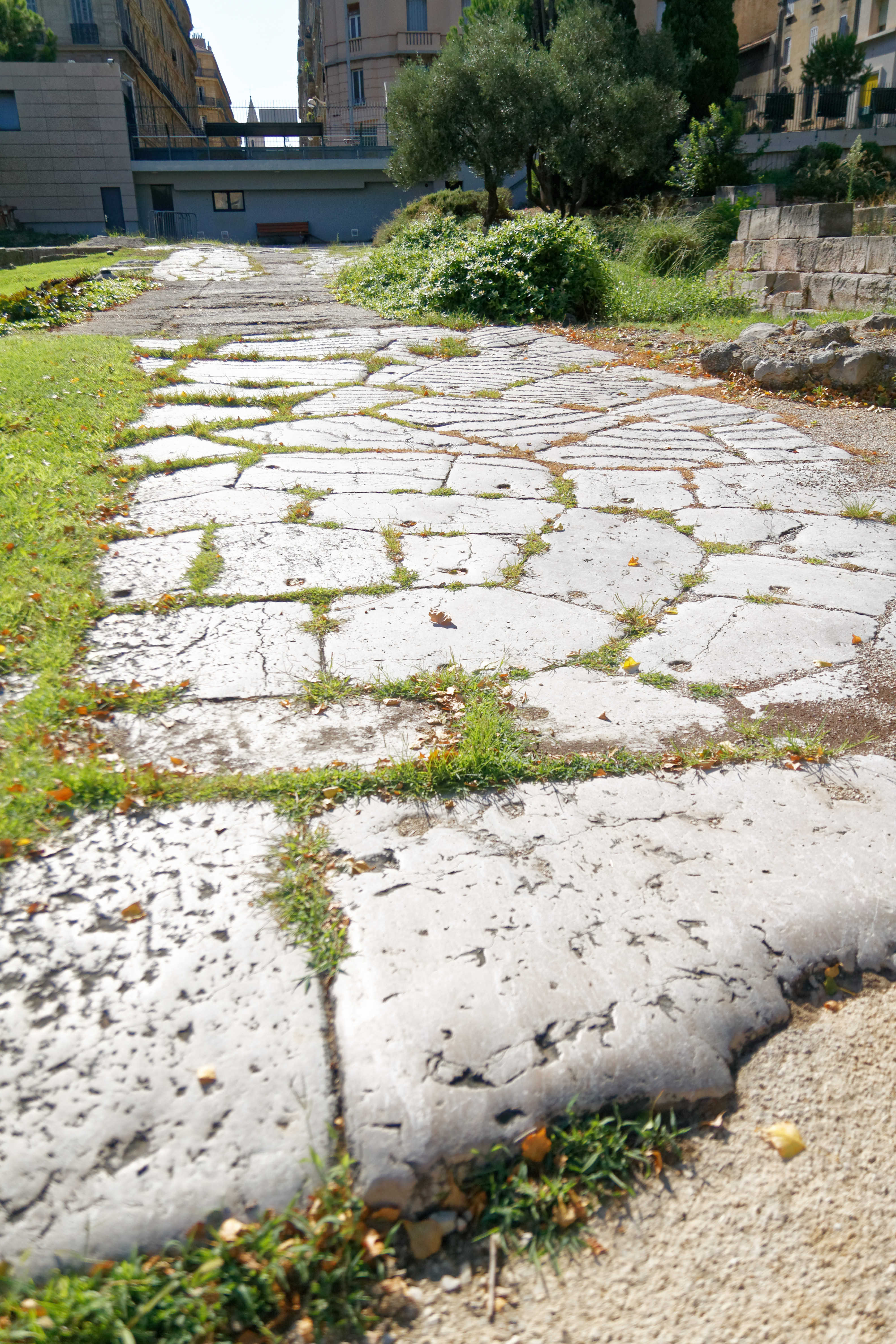
Romeinse weg